# Rosa Ana Alonso Clusa
Rosa Ana Alonso Clusa (Santander, 10 d'octubre de 1970) és una professora i política espanyola.

## Biografia
Nascuda a Santander, va cursar des de 1988 fins a 1991 la diplomatura de magistratura d'Educació Infantil i Primària a la Universitat de Cantàbria. Va treballar en el Col·legi Puente com a mestra i posteriorment en l'Asociación Andares com a suport per a nens amb trastorn generalitzat del desenvolupament, fins que es va incorporar com a professora en l'àmbit públic.
Ha estat diputada per Cantàbria en la XI i la XII legislatures. Ha estat secretària de Relació amb la Societat Civil i els Moviments Socials del Consell Ciutadà de Podem Cantàbria.